# Thomas Hampson (atlet)
Thomas Hampson, také Tommy (28. října 1907, Londýn, Anglie – 4. září 1965, Stevenage, Hertfordshire) byl britský atlet, běžec na střední tratě, olympijský vítěz v běhu na 800 metrů z roku 1932.
S atletikou začal v závěru svých studií v Oxfordu. Po ukončení vysoké školy se stal učitelem. V letech 1930, 1931 a 1932 se stal britským přeborníkem v běhu na 880 yardů. V této disciplíně zvítězil také v prvním ročníku Her Commonwealthu v roce 1930. Na olympiádě v Los Angeles v roce 1932 zvítězil v běhu na 800 metrů v novém světovém rekordu 1 minuta 49,7 sekund. Získal rovněž stříbrnou medaili ve štafetě na 4 × 400 metrů. Po olympiádě ukončil aktivní kariéru, později sloužil v RAF jako vzdělávací důstojník.